# Andrena pontica
Andrena pontica är en biart som beskrevs av Warncke 1972. Andrena pontica ingår i släktet sandbin, och familjen grävbin. Inga underarter finns listade i Catalogue of Life.